# 上海市公安局边防和港航分局
上海市公安局边防和港航分局，是上海市公安局负责水域公共安全的派出机构。2020年5月19日，根据中央司法体制改革部署精神和建设上海国际航运中心需要，由原上海市公安局边防总队与港航公安局合并而成。

本机构不同于上海海警局（武警部队所属）、上海海事局（交通运输部所属）或长江航运公安局上海分局（公安部所属）。

## 职责
主要承担上海行政区域内海（岛屿）岸线以内沿海地区、黄浦江、苏州河、长江沿岸部分水域及码头港口的治安、刑侦、交通、巡逻、消防、警卫、实有人口管理以及小洋山岛进出岛人员、车辆查控等工作。
主要职责包括保护国家水运交通基础设施安全、防范和打击上海沿海地区水路违法运输、维护水运交通治安秩序、保障港航运输安全畅通等。

## 机构设置
根据有关规定，上海市公安局边防和港航分局设置下列机构：

### 内设机构
- 指挥处
- 政治处
- 防火处
- 边防工作处
- 刑事侦查支队
- 水上巡逻支队
- 交通警察支队
- 治安支队
- 智慧办

### 派出机构
- 外高桥欧高路港区派出所
- 罗泾港区派出所
- 洋山公安处小洋山治安派出所
- 军工路码头派出所
- 张华浜码头派出所
- 关港码头派出所
- 宝罗水上派出所
- 外滩水上派出所
- 苏州河水上派出所
- 杨浦水上派出所
- 吴淞水上派出所
- 徐浦水上派出所
- 石洞口水上派出所